# Sobolivka, Șpola
Sobolivka (în ucraineană Соболівка) este o comună în raionul Șpola, regiunea Cerkasî, Ucraina, formată numai din satul de reședință.

## Demografie
Componența lingvistică a comunei Sobolivka
     Ucraineană (95,13%)
     Rusă (4,22%)
     Alte limbi (0,66%)
Conform recensământului din 2001, majoritatea populației comunei Sobolivka era vorbitoare de ucraineană (95,13%), existând în minoritate și vorbitori de rusă (4,22%).